# Idaea ibizaria
Idaea ibizaria is een vlinder uit de familie spanners (Geometridae). De wetenschappelijke naam is voor het eerst geldig gepubliceerd in 1980 door von Mentzer.
De soort komt voor in Europa.